# Cedaromys
Cedaromys ('Cedar-muis') is een geslacht van uitgestorven zoogdieren dat leefde tijdens het Laat-Krijt, gelijktijdig met veel dinosauriërs. Het was een lid van de orde Multituberculata. Het valt binnen de onderorde Cimolodonta en is een mogelijk lid van de 'Paracimexomys-groep'.

## Soorten
De soort Cedaromys bestia heette oorspronkelijk Paracimexomys bestia Eaton & Nelson 1991, "het beest", maar werd in 2001 een apart geslacht Cedaromys door Eaton en Richard Cifelli. Er zijn fossielen gevonden in lagen uit het Laat-Albien - Vroeg-Cenomanien, (beide Laat-Krijt) uit de Cedar Mountainformatie in Utah (Verenigde Staten) waarnaar de geslachtsnaam verwijst. Het holotype is MNA V5658, een onderste eerste linkerkies gevonden bij San Rafael Swell.
Cedaromys parvus, 'de kleine', werd door Eaton & Cifelli in 2001 benoemd uit lagen van dezelfde leeftijd in de Cedar Mountainformatie. Het holotype OMNH 25747, een eerste kies, bevindt zich ook in de Oklahoma-collectie. Het gemiddelde lichaamsgewicht is ongeveer negentig gram.
In 2002 benoemde Eaton een Cedaromys hutchisoni op basis van OMNH 20350, een eerste linkerkies.
In 2009 benoemde Eaton een Cedaromys minimus, 'de kleinste' met als holotype UMNH VP 12836, een eerste linkerkies.